# NASCAR Nationwide Series 2009

Das Logo der Nationwide Series

Die NASCAR-Nationwide-Series-Saison 2009 begann am 14. Februar 2009 mit dem Camping World 300 auf dem Daytona International Speedway und endete am 21. November 2009 mit dem Ford 300 auf dem Homestead-Miami Speedway. Die Autos der Serien kamen in dieser Saison das letzte Mal zum Einsatz, bevor 2010 das Car of Tomorrow eingesetzt wurde.

## Teilnehmer
Diese Autos werden voraussichtlich an allen Nationwide-Series-Rennen teilnehmen.
| Nummer | Fahrer                                                                            | Sponsoren                                                                              | Automarke | Team                         |
| ------ | --------------------------------------------------------------------------------- | -------------------------------------------------------------------------------------- | --------- | ---------------------------- |
| 0      | Larry Gunselman                                                                   | SponsorDavis.com                                                                       | Chevrolet | JD Motorsport                |
| 01     | Danny Efland                                                                      | SponsorDavis.com                                                                       | Chevrolet | JD Motorsport                |
| 1      | Mike Bliss                                                                        | Miccosukee Resort & Gaming                                                             | Chevrolet | Phoenix Racing               |
| 2      | Clint Bowyer / Austin Dillon (R)                                                  | BB&T / Camping World                                                                   | Chevrolet | Richard Childress Racing     |
| 4      | Kertus Davis                                                                      | JVC / Phantom EFX / Miccosukee Resort & Gaming / Yellow Transportation                 | Chevrolet | Jay Robinson Racing          |
| 5      | Dale Earnhardt junior / Landon Cassill / Mark Martin / Ron Fellows / Tony Stewart | Ragu / GoDaddy.com / DELPHI                                                            | Chevrolet | JR Motorsports               |
| 05     | Casey Atwood                                                                      | Certain Teed / IWX Motor Freight                                                       | Ford      | Wayne Day Enterprises        |
| 6      | David Ragan / Erik Darnell (R)                                                    | Discount Tire Company / Northern Tool and Equipment                                    | Ford      | Roush Fenway Racing          |
| 7/03   | Michael Annett                                                                    | Hype Energy / Pilot Travel Centers                                                     | Toyota    | Germain Racing               |
| 8      | Trevor Bayne (R) / Jeffrey Earnhardt (R)                                          | Freightliner / Bass Pro Shops                                                          | Chevrolet | Dale Earnhardt, Inc.         |
| 9      | Kasey Kahne / Elliott Sadler / Reed Sorenson / Chase Miller                       | Auto Value / Bumper to Bumper / Verizon Wireless / Motorola                            | Dodge     | Gillett Evernham Motorsports |
| 09     | John Wes Townsley (R)                                                             | Zaxby's                                                                                | Ford      | RAB Racing                   |
| 11     | Scott Lagasse jr. (R)                                                             | America's Incredible Pizza Company                                                     | Toyota    | CJM Racing                   |
| 14     | Garrett Liberty (R)                                                               | MC2 Energy-Drink                                                                       | Dodge     | MC2 Energy-Drink Racing      |
| 16     | Greg Biffle / Colin Braun(R)                                                      | Citifinancial / 3M                                                                     | Ford      | Roush Fenway Racing          |
| 17     | Matt Kenseth / Jamie McMurray                                                     | Citifinancial / Arby’s / Dish Network / Valvoline                                      | Ford      | Roush Fenway Racing          |
| 18     | Kyle Busch                                                                        | Z-Line Designs / Interstate Batteries / Nos Energy                                     | Toyota    | Joe Gibbs Racing             |
| 20     | Joey Logano / Denny Hamlin                                                        | GameStop Nation / Z-Line Designs / Armor All / Old Spice                               | Toyota    | Joe Gibbs Racing             |
| 22     | Andrew Ranger (R)                                                                 | Supercuts / Family Dollar                                                              | Dodge     | Fitz Motorsports             |
| 24     | Eric McClure / Brian Simo                                                         | Hefty                                                                                  | Chevrolet | Front Row Motorsports        |
| 25     | Noch nicht entschieden.                                                           | Noch nicht entschieden.                                                                | Ford      | Team Rensi Motorsports       |
| 27     | Jason Keller                                                                      | Cottonelle / Kleenex                                                                   | Ford      | Baker Curb Racing            |
| 28     | Kenny Wallace                                                                     | United States Border Patrol                                                            | Chevrolet | Jay Robinson Racing          |
| 29     | Stephen Leicht / Jeff Burton                                                      | Holiday Inn Express                                                                    | Chevrolet | Richard Childress Racing     |
| 30     | Stanton Barrett / Kenny Hendrick                                                  | NOS Energy-Drink                                                                       | Chevrolet | Stanton Barrett Racing       |
| 32     | Burney Lamar / Brian Vickers                                                      | Dollar General                                                                         | Toyota    | Braun Racing                 |
| 33     | Kevin Harvick / Cale Gale                                                         | Camping World / Rheem                                                                  | Chevrolet | Richard Childress Racing     |
| 37     | Noch nicht bekannt.                                                               | Noch nicht bekannt.                                                                    | Ford      | Baker Curb Racing            |
| 38     | Jason Leffler                                                                     | Great Clips / Dollar General                                                           | Toyota    | Braun Racing                 |
| 40     | Bryan Clauson                                                                     | Fastenal / Polaroid                                                                    | Dodge     | Chip Ganassi Racing          |
| 43     | Noch nicht bekannt.                                                               | Kroger                                                                                 | Ford      | Baker Curb Racing            |
| 47     | Kelly Bires                                                                       | Autozone                                                                               | Toyota    | JTG Daugherty Racing         |
| 52     | Donnie Neuenberger / Brad Teague                                                  | Royal Farm Bereau                                                                      | Chevrolet | Means Racing                 |
| 59     | Coleman Pressley (R)                                                              | Kingsford With Hickory                                                                 | Toyota    | JTG Daugherty Racing         |
| 60     | Carl Edwards                                                                      | Scotts Miracle-Gr / World Financial Group / VitaminWater / Save-A-Lot                  | Ford      | Roush Fenway Racing          |
| 61     | Brandon Whitt                                                                     | Long John Silvers                                                                      | Ford      | Specialty Racing             |
| 64     | David Stremme / Noch nicht bekannt.                                               | Atreus Homes & Communities                                                             | Chevrolet | Rusty Wallace, Inc.          |
| 66     | Steve Wallace                                                                     | Atreus Homes & Communities / Jimmy Johns / 5 Hour Energy-Drink                         | Chevrolet | Rusty Wallace, Inc.          |
| 73     | Derrike Cope / Kevin Lepage / Johnny Sauter                                       | Derrike Cope Inc                                                                       | Dodge     | Derrike Cope Inc             |
| 81     | D. J. Kennington                                                                  | MC2 Energy-Drink / Northern Provincial Pipelines / Mahindra Tractors / Vector Security | Dodge     | MacDonald Motorsports        |
| 84     | Mike Harmon                                                                       | Noch nicht bekannt.                                                                    | Chevrolet | Mike Harmon Racing           |
| 88     | Brad Keselowski                                                                   | DELPHI                                                                                 | Chevrolet | JR Motorsports               |
| 89     | Morgan Shepherd                                                                   | Racing With Jesus                                                                      | Chevrolet | Faith Motorsports            |
| 90     | Johnny Chapman                                                                    | MSRP Motorsports                                                                       | Chevrolet | MSRP Motorsports             |
| 91     | Terry Cook / Justin Hobgood(R)                                                    | MSRP Motorsports                                                                       | Chevrolet | MSRP Motorsports             |
| 99     | David Reutimann / Michael Waltrip                                                 | Aarons Dream Machine                                                                   | Toyota    | Michael Waltrip Racing       |

(R) – Rookie

## Rennen

### Rennkalender
| Datum      | Rennen                           | Länge                      | Rennstrecke                           |
| ---------- | -------------------------------- | -------------------------- | ------------------------------------- |
| 14.02.2009 | Camping World 300                | 300 Meilen                 | Daytona International Speedway        |
| 21.02.2009 | Stater Brothers 300              | 300 Meilen                 | Auto Club Speedway                    |
| 01.03.2009 | Sam’s Town 300                   | 300 Meilen                 | Las Vegas Motor Speedway              |
| 21.03.2009 | Scotts Turf Builder 300          | 300 Runden (159,9 Meilen)  | Bristol Motor Speedway                |
| 04.04.2009 | O’Reilly 300                     | 300 Meilen                 | Texas Motor Speedway                  |
| 11.04.2009 | Nashville 300                    | 300 Meilen                 | Nashville Superspeedway               |
| 17.04.2009 | Bashas’ Supermarkets 200         | 200 Runden                 | Phoenix International Raceway         |
| 25.04.2009 | Aaron’s 312                      | 311,22 Meilen              | Talladega Superspeedway               |
| 01.05.2009 | Lipton Tea 250                   | 250 Runden (187,5 Meilen)  | Richmond International Raceway        |
| 05\08\2009 | Diamond Hill Plywood 200         | 200,8 Meilen               | Darlington Raceway                    |
| 23.05.2009 | Carquest Auto Parts 300          | 300 Meilen                 | Lowe’s Motor Speedway                 |
| 30.05.2009 | Heluva Good! 200                 | 200 Meilen                 | Dover International Speedway          |
| 06.06.2009 | Federated Auto Parts 300         | 300 Meilen                 | Nashville Superspeedway               |
| 13.06.2008 | Meijer 300                       | 300 Meilen                 | Kentucky Speedway                     |
| 20.06.2009 | NorthernTool.com 250             | 250 Meilen                 | Milwaukee Mile                        |
| 27.06.2009 | Camping World RV Sales 200       | 200 Runden (211,6 Meilen)  | New Hampshire Motor Speedway          |
| 03.07.2009 | Subway Jalapeño 250              | 250 Meilen                 | Daytona International Speedway        |
| 10.07.2009 | Dollar General 300               | 300 Meilen                 | Chicagoland Speedway                  |
| 17.07.2009 | Busch Silver Celebration 250     | 250 Meilen                 | Gateway International Raceway         |
| 25.07.2009 | Kroger 200                       | 200 Runden                 | O’Reilly Raceway Park at Indianapolis |
| 01.08.2009 | U.S. Cellular 250                | 200 Runden                 | Iowa Speedway                         |
| 08.08.2009 | Zippo 200                        | 82 Runden (200.9) Meilen   | Watkins Glen International            |
| 15.08.2009 | CarFax 250                       | 250 Meilen                 | Michigan International Speedway       |
| 21.08.2009 | Food City 250                    | 250 Runden (133,24 Meilen) | Bristol Motor Speedway                |
| 30.08.2009 | NAPA Auto Parts 200              | 74 Runden (200,46 Meilen)  | Circuit Gilles-Villeneuve             |
| 05.09.2009 | Degree V12 300                   | 300 Meilen                 | Atlanta Motor Speedway                |
| 11.09.2009 | Virginia 529 College Savings 250 | 250 Runden (187,5 Meilen)  | Richmond International Raceway        |
| 26.09.2009 | Dover 200                        | 200 Runden                 | Dover International Speedway          |
| 03.10.2009 | Kansas Lottery 300               | 300 Meilen                 | Kansas Speedway                       |
| 10.10.2009 | Copart 300                       | 300 Meilen                 | Auto Club Speedway                    |
| 16.10.2009 | Dollar General 300               | 300 Meilen                 | Lowe’s Motor Speedway                 |
| 24.10.2009 | Kroger On Track For The Cure 250 | 250 Meilen (187,5 Meilen)  | Memphis Motorsports Park              |
| 07.11.2009 | O’Reilly Challenge               | 300 Meilen                 | Texas Motor Speedway                  |
| 14.11.2009 | Able Body Labor 200              | 200 Runden                 | Phoenix International Raceway         |
| 21.11.2009 | Ford 300                         | 300 Meilen                 | Homestead-Miami Speedway              |

### Camping World 300
| Platz | Wagen-Nr. | Fahrer                | Automarke | Team                     |
| ----- | --------- | --------------------- | --------- | ------------------------ |
| 1     | 80        | Tony Stewart          | Chevrolet | JR Motorsports           |
| 2     | 60        | Carl Edwards          | Ford      | Roush Fenway Racing      |
| 3     | 29        | Clint Bowyer          | Chevrolet | Richard Childress Racing |
| 4     | 18        | Kyle Busch            | Toyota    | Joe Gibbs Racing         |
| 5     | 16        | Greg Biffle           | Ford      | Roush Fenway Racing      |
| 6     | 32        | Brian Vickers         | Toyota    | Braun Racing             |
| 7     | 5         | Dale Earnhardt junior | Chevrolet | JR Motorsports           |
| 8     | 6         | David Ragan           | Ford      | Roush Fenway Racing      |
| 9     | 27        | Jason Keller          | Ford      | Baker Curb Racing        |
| 10    | 17        | Matt Kenseth          | Ford      | Roush Fenway Racing      |

### Stater Bros. 300
| Platz | Wagen-Nr. | Fahrer          | Automarke | Team                     |
| ----- | --------- | --------------- | --------- | ------------------------ |
| 1     | 18        | Kyle Busch      | Toyota    | Joe Gibbs Racing         |
| 2     | 33        | Kevin Harvick   | Chevrolet | Kevin Harvick Inc.       |
| 3     | 20        | Joey Logano     | Toyota    | Joe Gibbs Racing         |
| 4     | 60        | Carl Edwards    | Ford      | Roush Fenway Racing      |
| 5     | 6         | David Ragan     | Ford      | Roush Fenway Racing      |
| 6     | 29        | Jeff Burton     | Chevrolet | Richard Childress Racing |
| 7     | 10        | David Reutimann | Toyota    | Braun Racing             |
| 8     | 32        | Brian Vickers   | Toyota    | Braun Racing             |
| 9     | 62        | Brendan Gaughan | Chevrolet | Rusty Wallace Racing     |
| 10    | 66        | Steve Wallace   | Chevrolet | Rusty Wallace Racing     |

### Sam's Town 300
| Platz | Wagen-Nr. | Fahrer             | Automarke | Team                       |
| ----- | --------- | ------------------ | --------- | -------------------------- |
| 1     | 16        | Greg Biffle        | Ford      | Roush Fenway Racing        |
| 2     | 60        | Carl Edwards       | Ford      | Roush Fenway Racing        |
| 3     | 32        | Brian Vickers      | Toyota    | Braun Racing               |
| 4     | 38        | Jason Leffler      | Toyota    | Braun Racing               |
| 5     | 5         | Dale Earnhardt Jr. | Chevrolet | JR Motorsports             |
| 6     | 47        | Michael McDowell   | Toyota    | JTG Daugherty Racing       |
| 7     | 62        | Brendan Gaughan    | Chevrolet | Rusty Wallace Racing       |
| 8     | 12        | Justin Allgaier    | Dodge     | Penske Championship Racing |
| 9     | 11        | Scott Lagasse jr.  | Toyota    | CJM Racing                 |
| 10    | 29        | Jeff Burton        | Chevrolet | Richard Childress Racing   |

### Scotts Turf Builder 300
| Platz | Wagen-Nr. | Fahrer          | Automarke | Team                     |
| ----- | --------- | --------------- | --------- | ------------------------ |
| 1     | 33        | Kevin Harvick   | Chevrolet | Kevin Harvick Inc.       |
| 2     | 60        | Carl Edwards    | Ford      | Roush Fenway Racing      |
| 3     | 29        | Clint Bowyer    | Chevrolet | Richard Childress Racing |
| 4     | 16        | Matt Kenseth    | Ford      | Roush Fenway Racing      |
| 5     | 12        | Justin Allgaier | Dodge     | Penske Racing            |
| 6     | 18        | Kyle Busch      | Toyota    | Joe Gibbs Racing         |
| 7     | 66        | Steve Wallace   | Chevrolet | Rusty Wallace Racing     |
| 8     | 99        | Scott Speed     | Toyota    | Michael Waltrip Racing   |
| 9     | 20        | Joey Logano     | Toyota    | Joe Gibbs Racing         |
| 10    | 38        | Jason Leffler   | Toyota    | Braun Racing             |

### O’Reilly 300
| Platz | Wagen-Nr. | Fahrer          | Automarke | Team                     |
| ----- | --------- | --------------- | --------- | ------------------------ |
| 1     | 18        | Kyle Busch      | Toyota    | Joe Gibbs Racing         |
| 2     | 33        | Tony Stewart    | Chevrolet | Kevin Harvick Inc.       |
| 3     | 88        | Brad Keselowski | Chevrolet | JR Motorsports           |
| 4     | 6         | David Ragan     | Ford      | Roush Fenway Racing      |
| 5     | 98        | Justin Allgaier | Ford      | Yates Racing             |
| 6     | 16        | Matt Kenseth    | Ford      | Roush Fenway Racing      |
| 7     | 1         | Mike Bliss      | Chevrolet | Phoenix Racing           |
| 8     | 29        | Jeff Burton     | Chevrolet | Richard Childress Racing |
| 9     | 10        | David Reutimann | Toyota    | Braun Racing             |
| 10    | 12        | Justin Allgaier | Dodge     | Penske Racing            |

### Nashville 300
| Platz | Wagen-Nr. | Fahrer            | Automarke | Team                 |
| ----- | --------- | ----------------- | --------- | -------------------- |
| 1     | 20        | Joey Logano       | Toyota    | Joe Gibbs Racing     |
| 2     | 18        | Kyle Busch        | Toyota    | Joe Gibbs Racing     |
| 3     | 88        | Brad Keselowski   | Chevrolet | JR Motorsports       |
| 4     | 33        | Kelly Bires       | Chevrolet | Kevin Harvick Inc.   |
| 5     | 60        | Carl Edwards      | Ford      | Roush Fenway Racing  |
| 6     | 38        | Jason Leffler     | Toyota    | Braun Racing         |
| 7     | 6         | David Ragan       | Ford      | Roush Fenway Racing  |
| 8     | 1         | Mike Bliss        | Chevrolet | Phoenix Racing       |
| 9     | 66        | Steve Wallace     | Chevrolet | Rusty Wallace Racing |
| 10    | 11        | Scott Lagasse jr. | Toyota    | CJM Racing           |

### Bashas' Supermarket 200
| Platz | Wagen-Nr. | Fahrer          | Automarke | Team                 |
| ----- | --------- | --------------- | --------- | -------------------- |
| 1     | 16        | Greg Biffle     | Ford      | Roush Fenway Racing  |
| 2     | 38        | Jason Leffler   | Toyota    | Braun Racing         |
| 3     | 88        | Brad Keselowski | Chevrolet | JR Motorsports       |
| 4     | 20        | Joey Logano     | Toyota    | Joe Gibbs Racing     |
| 5     | 33        | Kevin Harvick   | Chevrolet | Kevin Harvick Inc.   |
| 6     | 6         | David Ragan     | Ford      | Roush Fenway Racing  |
| 7     | 62        | Brendan Gaughan | Chevrolet | Rusty Wallace Racing |
| 8     | 12        | Justin Allgaier | Dodge     | Penske Racing        |
| 9     | 1         | Mike Bliss      | Chevrolet | Phoenix Racing       |
| 10    | 18        | Kyle Busch      | Toyota    | Joe Gibbs Racing     |

### Aaron's 312
| Platz | Wagen-Nr. | Fahrer                | Automarke | Team                  |
| ----- | --------- | --------------------- | --------- | --------------------- |
| 1     | 6         | David Ragan           | Ford      | Roush Fenway Racing   |
| 2     | 33        | Ryan Newman           | Chevrolet | Kevin Harvick Inc.    |
| 3     | 20        | Joey Logano           | Toyota    | Joe Gibbs Racing      |
| 4     | 34        | Tony Raines           | Chevrolet | Front Row Motorsports |
| 5     | 5         | Dale Earnhardt junior | Chevrolet | JR Motorsports        |
| 6     | 38        | Jason Leffler         | Toyota    | Braun Racing          |
| 7     | 27        | Jason Keller          | Ford      | Baker Curb Racing     |
| 8     | 11        | Scott Lagasse jr.     | Toyota    | CJM Racing            |
| 9     | 88        | Brad Keselowski       | Chevrolet | JR Motorsports        |
| 10    | 18        | Kyle Busch            | Toyota    | Joe Gibbs Racing      |